# Matthias Hues

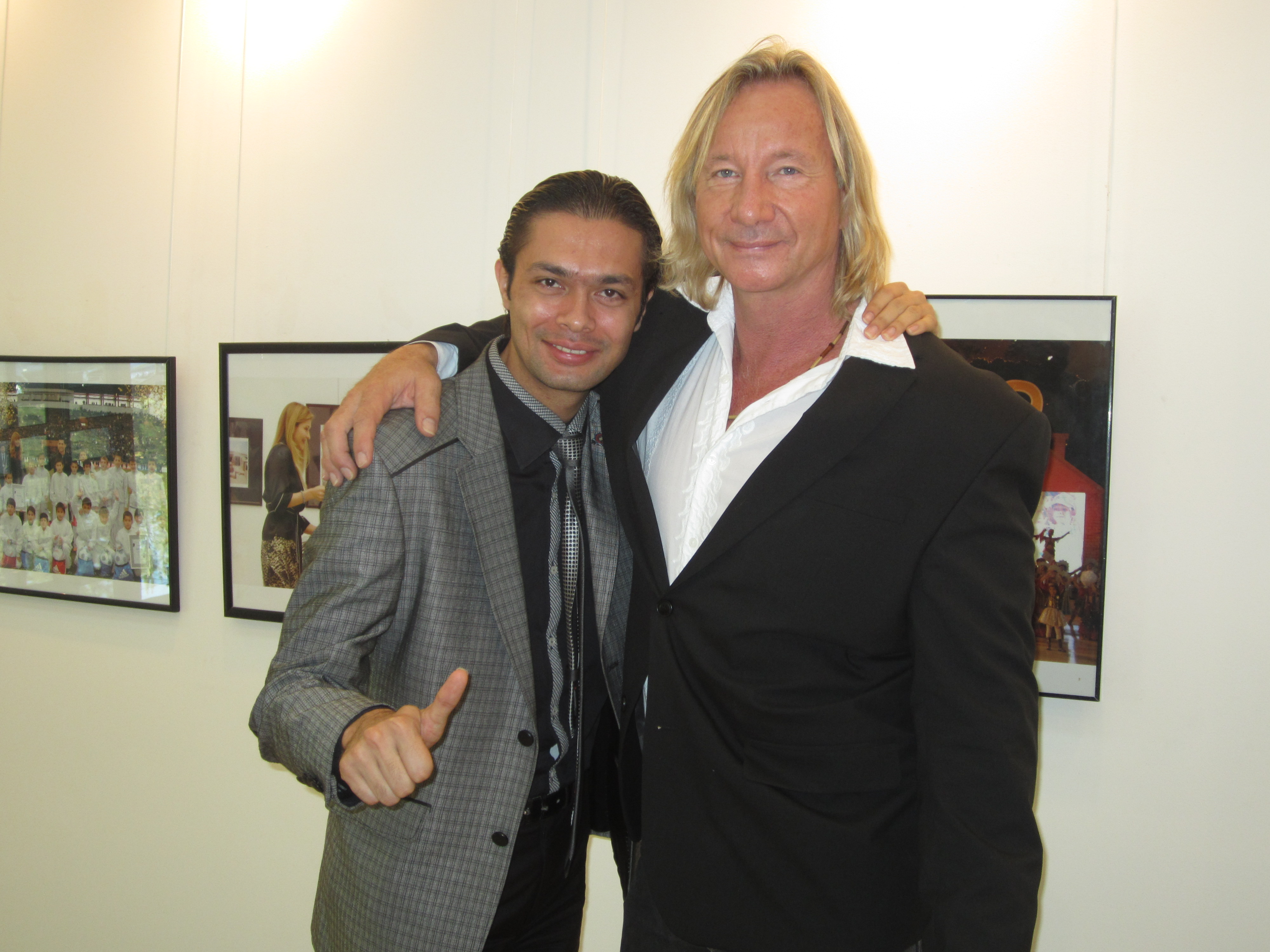
Matthias Hues mit Fan (2011)

Matthias Hues (* 14. Februar 1959 in Waltrop) ist ein deutscher Schauspieler und Taekwondoin.

## Leben
Hues gewann 1978 mit der Mannschaft die Pentathlon-Meisterschaft in Hannover. Er entschloss sich, Kampfsportunterricht zu nehmen und brachte es zum Träger des schwarzen Gürtels in Taekwondo. Außerdem ist er ein erfahrener Kickboxer.
Nach seinem Schulabschluss zog Hues nach Paris, wo er in Hotels und Fitnesscentern arbeitete, ehe es ihn zurück nach Deutschland zog. Dort baute er zwei Fitnessstudios auf und verkaufte sie nach zwei Jahren wieder, um nach Hawaii und später nach Los Angeles zu ziehen; er schloss sich dem Gold’s Gym in Venice an. Über den Geschäftsführer des Gold’s Gym, einen ehemaligen Stuntman, kam er in Kontakt mit der Filmindustrie. Seine erste Rolle spielte er in Karate Tiger 2, zwei Jahre später spielte er in Dark Angel den außerirdischen Gegenspieler von Dolph Lundgren. In den folgenden Jahren spielte er in verschiedenen Film- und Fernsehproduktionen.

## Filmografie (Auswahl)
- 1987: Karate Tiger 2 (No Retreat, No Surrender 2: Raging Thunder)
- 1989: Fist Fighter
- 1990: Dark Angel (Dark Angel (I come In Peace))
- 1991: Kickboxer 2 – Der Champ kehrt zurück (Kickboxer 2: The Road Back)
- 1991: Star Trek VI: Das unentdeckte Land (Star Trek VI: The Undiscovered Country)
- 1993: Martial Law III – Tödliches Komplott (Mission of Justice)
- 1993: TC 2000 – Programmiert zum Töten (TC 2000)
- 1995: Karate Tiger 8 (Fists of Iron)
- 1995: Digital Man
- 1997: Executive Target
- 1998: Watership Warrior – Überleben ist alles (Waterland)
- 1998: The Protector – Die letzte Entscheidung (The Protector)
- 2001: Legion of the Dead (Legion of the Dead)
- 2009: Bloodsport – The Red Canvas (The Red Canvas)
- 2009: Hooligans 2 (Green Street 2: Stand Your Ground)
- 2018: Ultimate Justice – Töten oder getötet werden (Ultimate Justice)
- 2018: Puppet Master: Das tödlichste Reich (Puppet Master: The Littlest Reich)
- 2023: Gunfight at Rio Bravo
- 2024: The Last Kumite